# 孤拔

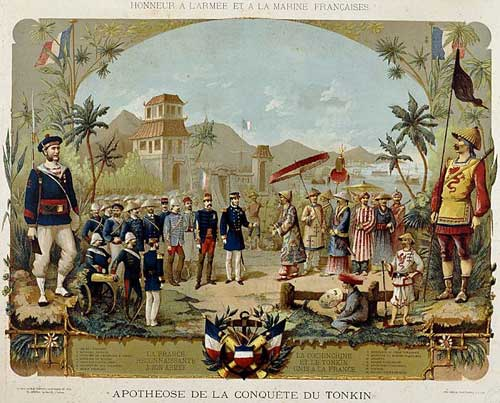
孤拔征服東京

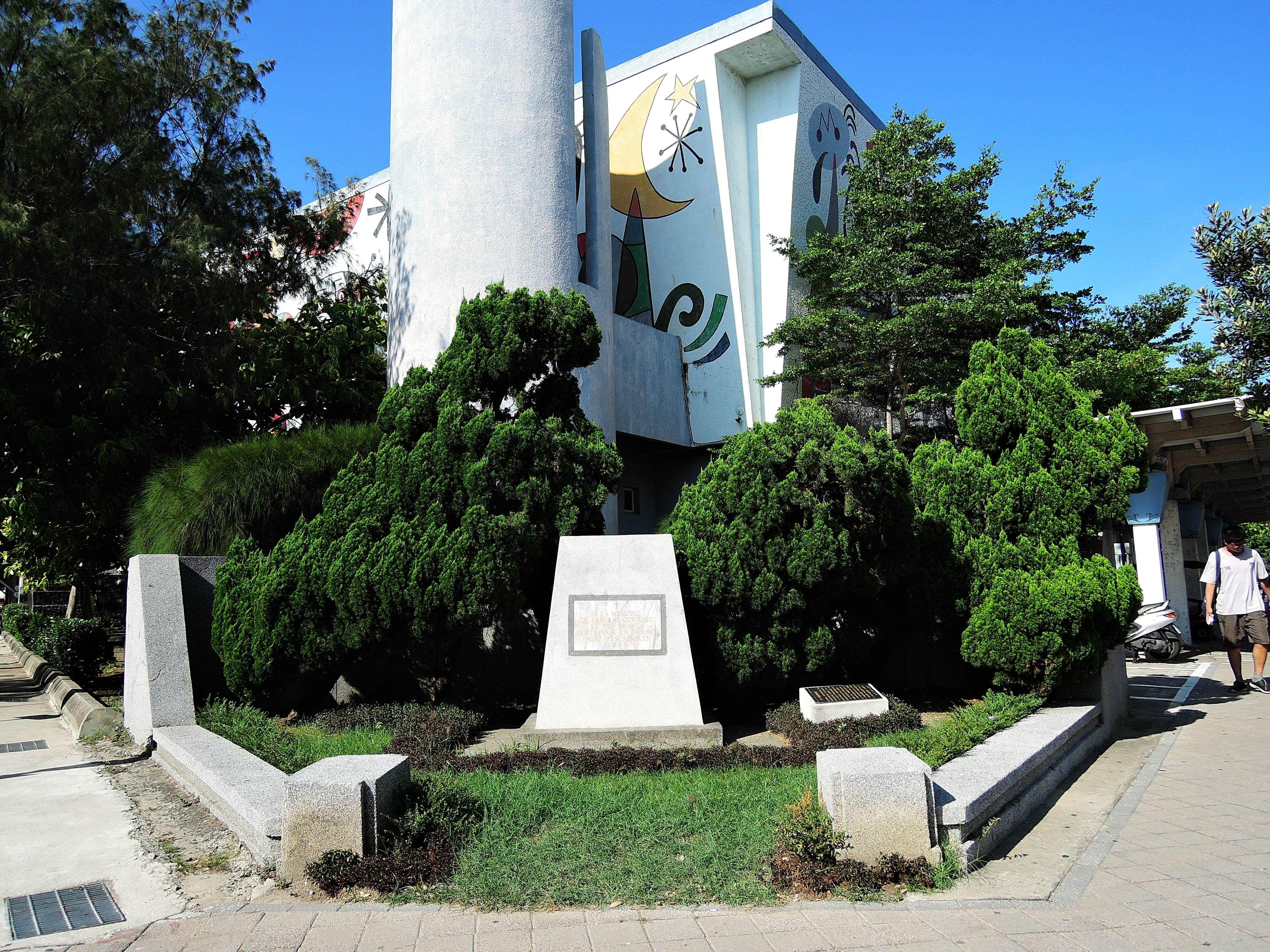
孤拔衣冠塚（澎湖馬公）

阿納托爾-阿梅代-普罗斯珀·孤拔（法語：Anatole-Amédée-Prosper Courbet，1827年6月26日—1885年6月11日），越南史料称姑陂，19世紀法國海軍將領，曾任法國殖民地新喀里多尼亞行政長官，後率領遠征軍出兵越南阮朝，促成法屬印度支那殖民地的建立；又出任遠東艦隊司令，於清法戰爭期間擊敗清帝國南洋水師、一度攻佔台灣基隆，並封鎖台灣海峽及中國東南沿岸，最後攻佔並將所部由台灣方面轉移至澎湖。1885年6月，在《中法新約》簽訂两天後，病逝於澎湖媽宮澳（現澎湖縣馬公港）。

## 生平
孤拔出生於阿布维尔，父親為富裕的紅酒批發商，但於1836年孤拔九歲時去世。孤拔畢業於巴黎理工大學，1849年進入法國海軍，擔任見習士官。1880年官拜海軍少將，前往新喀里多尼亞擔任總督至1882年。

## 軍事生涯
1883年擔任印度支那舰队司令，後來入侵越南，率領艦隊前往順化，逼迫阮朝皇帝阮福昇簽訂《順化條約》，使越南成為法國的保護國，他因功升為海軍中將。1884年任远东舰队司令，中法戰爭爆發后，孤拔率領遠東艦隊前往中國東南沿海，以威脅清軍海防。

### 馬江之役
1884年8月22日，孤拔接獲指示，攻擊福建水師與福州一帶的海防設施，8月23日下午孤拔在窩爾達號無防護巡洋艦上下達攻擊令，馬江海戰正式爆發。由於清軍戰艦無論就裝備與訓練皆遠不及法軍，加上孤拔戰術高明，開戰後一個小時法軍已殲滅馬尾港內的多數船艦，並在當天傍晚之前消滅清軍所有的海軍戰力。隨後三日，孤拔指揮法軍擊毀附近的所有砲臺和軍營，直到8月26日為止。
這場戰役中，法軍損失極小。

### 進攻台灣、鎮海和澎湖
1884年8月29日，遠東分艦隊與李士卑斯的東京灣艦隊完成合併，組成遠東艦隊，由孤拔率領，並被下令攻打基隆，計畫取得當地的煤礦作為船隻燃料，並佔領台灣以威脅清國。9月2日孤拔乘凱旋號裝甲巡洋艦巡視基隆，然後於9月4日又搭船前往馬祖，並發電報告知法國政府，希望能轉而攻打煙台、威海衛等地。但9月17日部長回絕其建議，只好繼續攻打基隆。9月30日孤拔集合11艘戰艦，命李士卑斯率領4艘戰艦攻打滬尾（今新北市淡水區），自己率領7艘戰艦攻打基隆；在台灣督戰的清國大員刘铭传放弃基隆、退守臺北。法海軍陸戰隊於10月2日佔領基隆，隨即又以水兵攻滬尾但被清軍击退；孤拔转而从10月23日起对台湾实行海上封锁，企圖切斷對台兵糧支援。

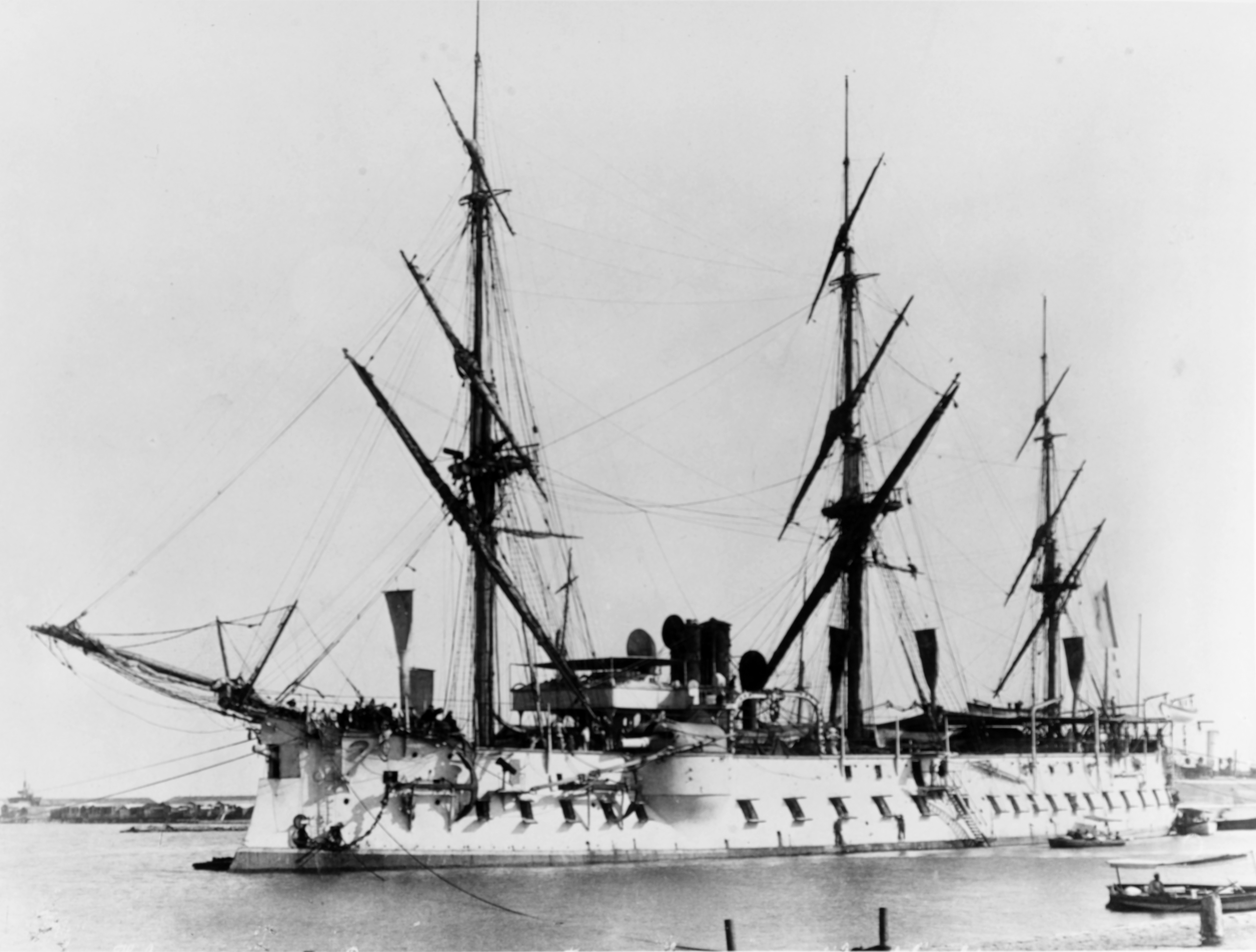
貝亞德號鐵甲艦運送孤拔的棺柩回法

1885年初，法海军陆战队又从基隆向台北进攻而不果。法舰則截击由上海往援福建的五艘清国军舰，在浙江石浦击沉其中两艘，並追擊至镇海砲台與清軍對峙駁火；據中方紀錄，此役孤拔的座舰遭招宝山炮台開火击中，孤拔本人則為斷裂的桅杆壓傷但可信度很低，法方记载只断两根桅索无一负伤。3月底，法軍攻佔澎湖。
孤拔在法國被當成國家英雄；不過兩年前即罹患霍亂，侵蝕其健康，6月11日因腹瀉死于澎湖馬公港內停泊的軍艦Bayard號上，遺體直接由Bayard運回法國，於8月27日運抵巴黎。

## 影響
基隆大沙灣為法軍登陸之地，日治時代改稱為，漢文作「孤拔濱」，1909年（明治42年）設立海水浴場。1942年因二戰爆發，日本政府為強化認同，以所在地真砂町改名為「真砂濱」（眞砂ケ濱）。
昔日在上海和天津两地，均有以其命名的古拔路。上海法租界西部的古拔路，今为富民路；天津法租界的古拔路，今为和平区松江路。
一戰時法國海軍為了紀念他將一型四艘的無畏型戰艦命名為孤拔級戰艦。
孤拔病逝，遺體運回法國下葬，留有孤拔紀念碑（當地人俗稱法國將軍墓），位於今日馬公市民生路之縣立羽毛球館旁。

## 參閱
- 孤拔级战列舰
- 西仔反
- 鎮海之戰
- 馬江海戰
- 澎湖之役 (1885年)